# Rudnea-Ușomîrska, Korosten
Rudnea-Ușomîrska (în ucraineană Рудня-Ушомирська) este un sat în comuna Ușomîr din raionul Korosten, regiunea Jîtomîr, Ucraina.

## Demografie
Componența lingvistică a localității Rudnea-Ușomîrska
     Ucraineană (96,44%)
     Rusă (2,67%)
Conform recensământului din 2001, majoritatea populației localității Rudnea-Ușomîrska era vorbitoare de ucraineană (96,44%), existând în minoritate și vorbitori de rusă (2,67%).